# Тейлор, Коди

Коди Джошуа Дейн Тейлор (род. 31 марта 1991, Левин, Новая Зеландия) — новозеландский регбист, игрок клуба Крусейдерс, и сборной Новой Зеландии по регби. Чемпион мира 2015 года и бронзовый призер Кубка мира 2019. Играет на позиции хукера.

## Карьера
Коди Тейлор принимал участие в молодежном Кубке мира по регби 2011 года.
Первый матч за All Blacks провел в рамках Регби Чемпионшип 2015 года, заменив на 59-й минуте матча с Аргентиной Кевина Меаламу, а спустя 12 минут отметился попыткой. Успешное выступление в Чемпионшипе обеспечило Тейлору место в заявке на Кубок мира 2015 в Англии. В игре с Намибией Тейлор впервые оказался в стартовом составе своей команды, провел полный матч и занес попытку в самом его завершении. Игра завершилась победой All Blacks 58-14.
C 2016 года Тейлор стал регулярно играть за All Blacks в качестве запасного хукера, после того как Кевин Меаламу завершил игровую карьеру.
В 2017 году сыграл в 4 матчах против сборной Британских и Ирландских Львов. Один матч он провел в составе Крусейдерс и три игры за All Blacks, в одной из которых отметился попыткой.
По ходу сезона 2017 Супер Регби Тейлор провел 50-й матч за Крусейдерс. Прекрасная игра Коди Тейлора позволила Крусейдерс впервые за 9 лет взять главный клубный трофей южного полушария.
В Регби Чемпионшипе 2017 года Тейлор выходил на поле во всех матчах, заменяя Дейна Коулза, а на осенние тесты Тейлор уже был основным хукером All Blacks, т.к. Коулз получил травму в игре с Францией. 
Сезон 2018 Супер Регби Тейлор вместе с Крусейдерс провели так же удачно, как и прошлый, сумев защитить титул.

## Результативные действия за сборную Новой Зеландии
| № п/п | Дата             | Соперник                     | Результат | Соревнование                      |
| ----- | ---------------- | ---------------------------- | --------- | --------------------------------- |
| 1     | 17 июля 2015     | Аргентина                    | 39-18     | Чемпионат регби                   |
| 2     | 24 сентября 2015 | Намибия                      | 58-14     | Кубок мира 2015                   |
| 3     | 8 октября 2016   | ЮАР                          | 57-15     | Чемпионат регби                   |
| 4     | 16 июня 2017     | Самоа                        | 78-0      | Тестовый матч                     |
| 5     | 24 июня 2017     | Британские и Ирландские львы | 30-15     | Тур Британских и Ирландских львов |
| 6     | 16 сентября 2017 | ЮАР                          | 57-0      | Чемпионат регби                   |
| 7     | 18 ноября 2017   | Шотландия                    | 22-17     | Тестовый матч                     |
| 8     | 9 июня 2018      | Франция                      | 52-11     | Тестовый матч                     |
| 9     | 15 сентября 2018 | ЮАР                          | 34-36     | Чемпионат регби                   |
| 10    | 7 сентября 2019  | Тонга                        | 92-7      | Тестовый матч                     |
| 11    | 19 октября 2019  | Ирландия                     | 46-14     | Кубок мира 2019                   |